# Éosphorite
L'éosphorite est un minéral brun (parfois rose), phosphate de manganèse et d'aluminium hydraté de formule chimique : MnAl(PO4)(OH)2·H2O. Il est utilisé comme gemme.
L'éosphorite cristallise dans le système orthorhombique. Elle forme des cristaux prismatiques élancés qui forment souvent des amas sphériques ou rayonnants. Les cristaux présentent souvent des formes pseudo–orthorhombiques à cause du maclage.
L'éosphorite forme une série avec la childrénite, le membre riche en fer, où le fer divalent remplace la majorité du manganèse dans le réseau cristallin. Les deux membres sont isostructuraux mais diffèrent dans leurs propriétés, telles que l'habitus, la coloration et les propriétés optiques.
Elle a été décrite pour la première fois en 1878 pour une occurrence dans la mine de mica de Branchville à Branchville (en), comté de Fairfield, dans le Connecticut aux États-Unis. Son nom provient du grec έωσφορος pour "porteur d'aube", à cause de sa couleur rose. On la trouve dans le monde entier, habituellement comme minéral secondaire dans des pegmatites granitiques riches en phosphate en association avec la rhodochrosite, la lithiophilite, la triphylite, la triploïdite, la dickinsonite, l'albite, la cookéite, l'apatite, la beryllonite, l'hydroxyl-herdérite, et la tourmaline. Une combinaison attrayante d'éosphorite et de quartz rose se trouve à Taquaral, Minas Gerais au Brésil. 